# Jérôme Thomas (boxe anglaise)
Pour les articles homonymes, voir Thomas et Jérôme Thomas.
Jérôme Thomas est un boxeur français né le 20 janvier 1979 à Saint-Quentin, boxeur amateur français le plus titré. Le samedi 28 août 2004, à Athènes, il décroche la médaille d’argent du tournoi olympique, poids mouche (moins de 51 kilos) devient le boxeur français le plus titré des Jeux, après sa troisième place à Sydney en 2000, quatre ans plus tôt. Il est le frère de Cyril Thomas et Guillaume Frénois tous les deux boxeurs professionnels.

## Biographie
Pour ses premiers Jeux olympiques, Jérôme Thomas remporte la médaille de bronze des poids mouches aux Jeux Sydney en 2000. Il s'incline en demi-finale face au Kazakh Bulat Jumadilov (16-22). Il obtient la consécration l'année suivante en devenant champion du monde de boxe amateur à Belfast. Il remporte le titre face à l'Ukrainien Vladimir Sidorenko. Deux ans plus tard, en 2003, Jérôme Thomas perd son titre mondial face au Thaïlandais Somjit Jongjohor mais remporte sa seconde médaille à des championnats du monde de boxe amateur.
Lors des Jeux d'Athènes en 2004, Thomas obtient une deuxième médaille olympique consécutive. Dans sa catégorie de prédilection, les poids mouches, il s'incline en finale face au Cubain Yuriorkis Gamboa (23-38). Il devient à cette occasion le premier boxeur français à monter sur un podium olympique à deux reprises.
En 2008, Jérôme Thomas se qualifie une nouvelle fois pour les Jeux olympiques d'été de 2008. Mais il est éliminé dès le premier tour dans sa catégorie des moins de 51 kilos par le Dominicain Juan Carlos Payano. 
Dès le 1er janvier 2009, laissant derrière lui les lumières de la capitale, Jérôme Thomas est de retour dans sa ville natale où il entame une carrière professionnelle tardive. Employé au Boxing Club de Saint-Quentin, il dispense des leçons aux jeunes licenciés et enchaîne en parallèle quatorze combats pour 12 victoires, un match nul et un seul titre, celui de champion de France poids coqs en 2011.
En 2012, il annonce la fin de sa carrière sur France 2. Depuis 6 ans[Quand ?], il travaille comme éducateur sportif au sein de la ville de Saint-Quentin.
Il déclare notamment avoir subi plusieurs addictions comme l'addiction à alcool ou encore les jeux d'argent.

## Caractéristiques
Jérôme Thomas né handicapé, il est frappé du syndrome de Poland. Il a donc du vivre avec une malformation congénitale rare. Tout son côté gauche est atrophié. Pas de muscle pectoral. Les doigts collés et un bras plus court que l’autre. Le syndrome de Poland, n'a jamais été un handicap pour lui.

## Homme public
En 2004, après sa médaille athénienne, Jérôme Thomas pense avoir enfin obtenu la reconnaissance. En novembre de la même année, il sort une autobiographie au titre bien cruel aujourd’hui, Victoire aux poings (éd. Philippe Rey). Et comble de tout, il multiplie les passages télévisés avec en point d’orgue les plateaux très courus du talk-show vedette de Marc-Olivier Fogiel, diffusé à l’époque sur France 3, On ne peut pas plaire à tout le monde ainsi que celui du journal télévisé de France 2 et apparaît sur de nombreux reportages de chaines sportifs.

## Distinctions
- Officier de l'ordre national du Mérite (décret du 24 septembre 2004)

## Palmarès

### Jeux olympiques
- Médaille d'argent des poids mouches aux Jeux olympiques d'été de 2004 à Athènes.
- Médaille de bronze des poids mouches aux Jeux olympiques d'été de 2000 à Sydney.

### Championnats du monde
- Médaille d'or des poids mouches aux championnats du monde de boxe amateur 2001 à Belfast.
- Médaille d'argent des poids mouches aux championnats du monde de boxe amateur 2003 à Bangkok.

### Championnats d'Europe
- Médaille de bronze des poids mouches aux championnats d'Europe de boxe amateur 2002 à Perm.
- Médaille de bronze des poids mouches aux championnats d'Europe de boxe amateur 2006 à Plovdiv.